# Етна (Мен)
Етна (англ. Etna) — місто (англ. town) в США, в окрузі Пенобскот штату Мен. Населення — 1226 осіб (2020).

## Демографія
Згідно з переписом 2010 року, у місті мешкало 1246 осіб у 481 домогосподарстві у складі 338 родин. Було 559 помешкань
Расовий склад населення:
| - 97,2 % — білих - 0,7 % — чорних або афроамериканців - 0,6 % — корінних американців - 0,4 % — азіатів |

До двох чи більше рас належало 0,7 %. Частка іспаномовних становила 1,1 % від усіх жителів.
За віковим діапазоном населення розподілялося таким чином: 23,9 % — особи молодші 18 років, 65,5 % — особи у віці 18—64 років, 10,6 % — особи у віці 65 років та старші. Медіана віку мешканця становила 39,1 року. На 100 осіб жіночої статі у місті припадало 102,9 чоловіків;  на 100 жінок у віці від 18 років та старших — 99,6 чоловіків також старших 18 років.
Середній дохід на одне домашнє господарство  становив 56 071 долар США (медіана — 46 528), а середній дохід на одну сім'ю — 63 460 доларів (медіана — 55 769). Медіана доходів становила 32 455 доларів для чоловіків та 36 591 долар для жінок. За межею бідності перебувало 19,7 % осіб, у тому числі 25,9 % дітей у віці до 18 років та 12,2 % осіб у віці 65 років та старших.
Цивільне працевлаштоване населення становило 499 осіб. Основні галузі зайнятості: освіта, охорона здоров'я та соціальна допомога — 32,1 %, роздрібна торгівля — 18,2 %, виробництво — 11,8 %, будівництво — 11,0 %.